# Sint-Jan-in-Eremo
Sint-Jan-in-Eremo is een dorp in de Belgische provincie Oost-Vlaanderen en een deelgemeente van de gemeente Sint-Laureins, gelegen in het Meetjesland. Sint-Jan-in-Eremo was een zelfstandige gemeente tot aan de gemeentelijke herindeling van 1977. Het grootste deel van de inwoners woont in de kern Bentille (bijna 75%) en niet in het eigenlijke dorp Sint-Jan-in-Eremo, dat slechts enkele huizen telt.
De naam eremo betekent woestijn zodat men met deze plaatsnaam naar Johannes de Doper verwijst. Het woord woestijn heeft in deze streek echter ook betrekking op het door turfwinning aangetaste terrein. Door Sint-Jan-in-Eremo loopt het Leopoldskanaal. Sint-Jan ligt iets ten noorden, omgeven door kreken, Bentille ligt in het zuiden.

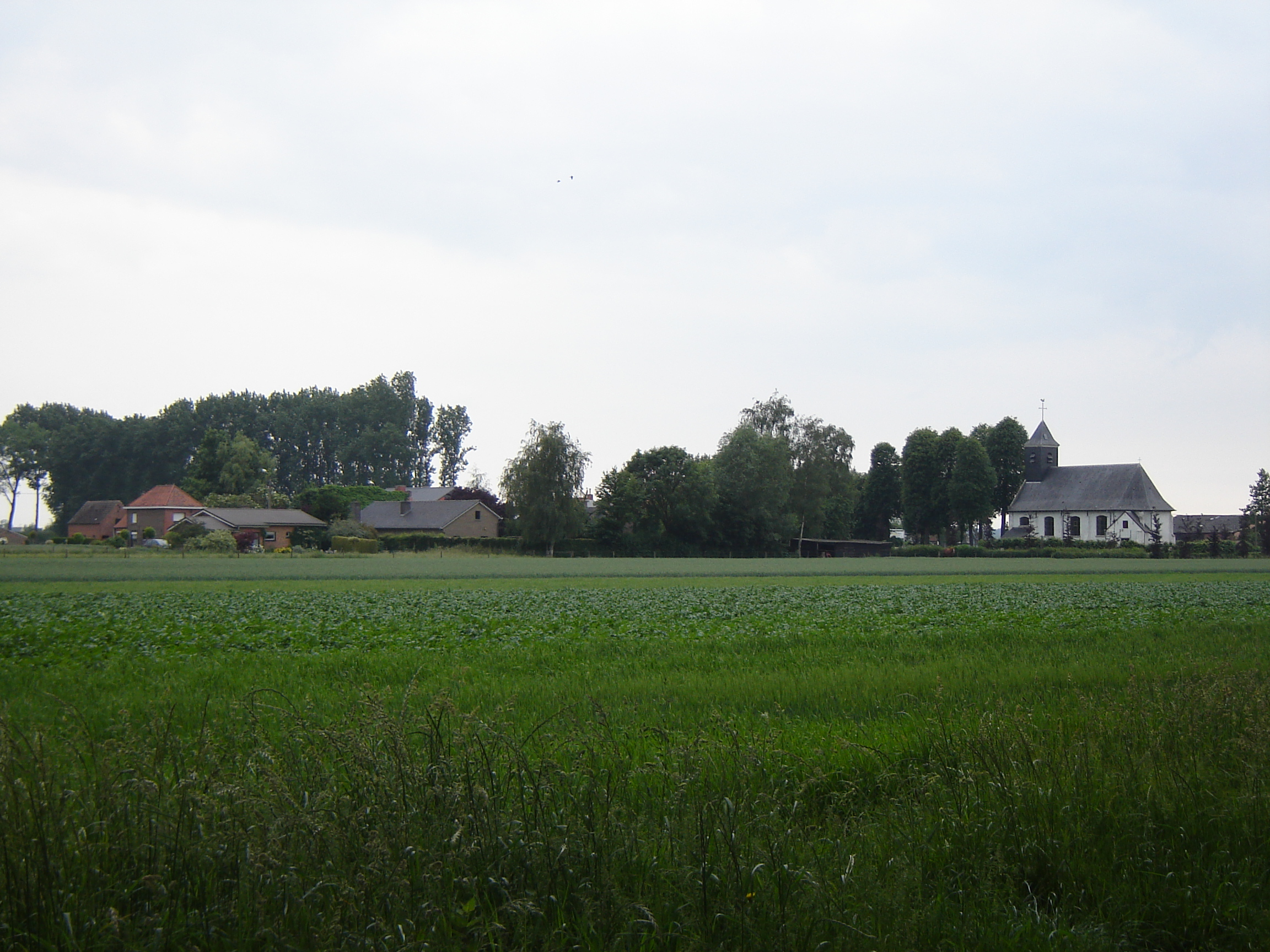
Uitzicht op Sint-Jan-in-Eremo

## Demografische ontwikkeling
- Bronnen:NIS, Opm:1831 tot en met 1970=volkstellingen; 1976 = inwoneraantal op 31 december

## Bezienswaardigheden
- De Sint-Jan-de-Doperkerk dateert uit 1682.

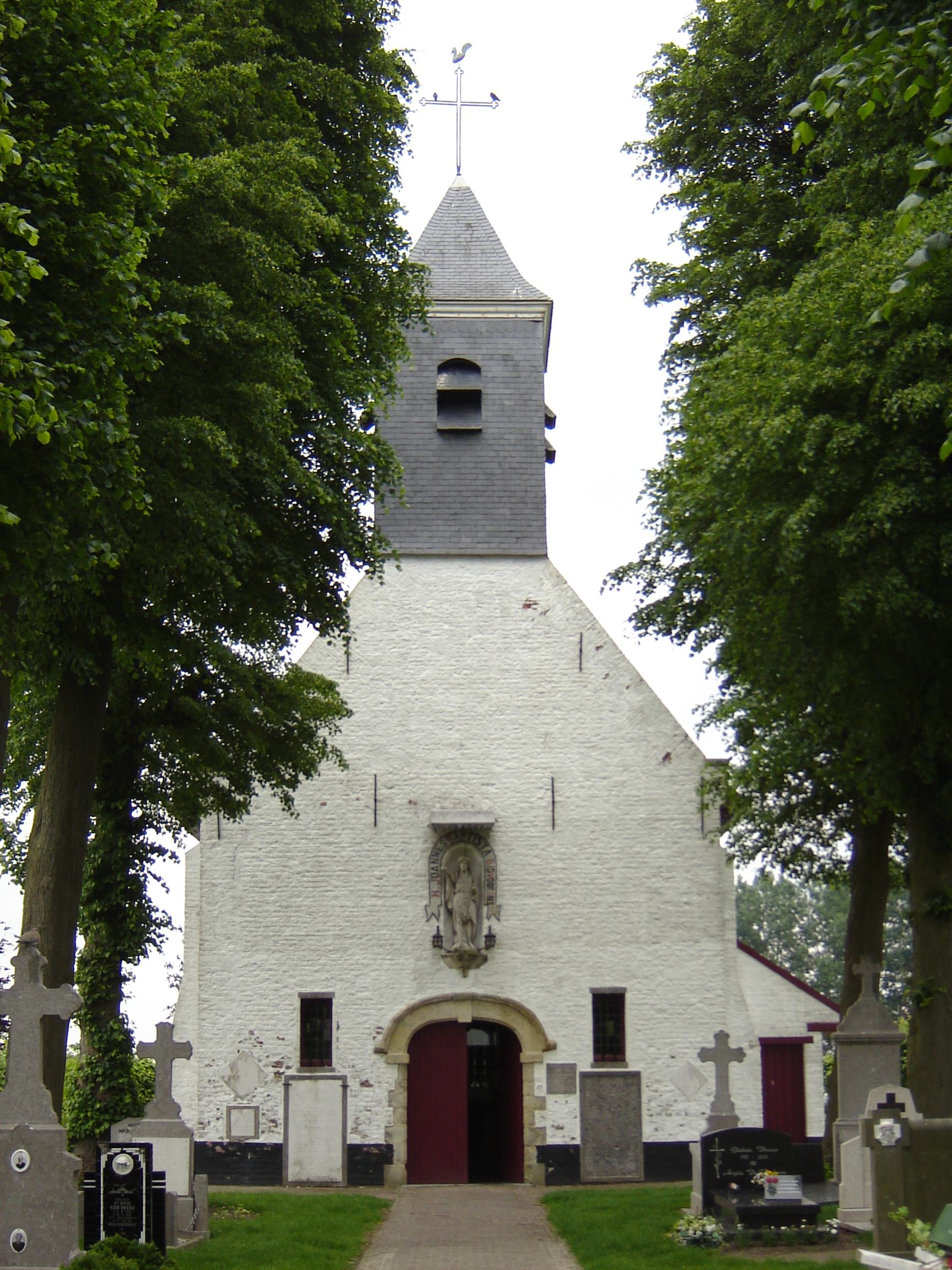
Sint-Jan-Baptistkerk

## Natuur
Nabij het dorp liggen enkele kreken. De grootste is de Boerekreek. Daarbij liggen nog de Oostpolderkreek, de Roeselarekreek, de Mazurekreek en de Bentillekreek. In de buurt ontstonden veel kreken door verscheidene overstromingen in de voorbije eeuwen. Het steken van turf heeft een rol gespeeld bij het ontstaan van de huidige kreken. Op de plaats van de Roeselarekreek lag in de middeleeuwen het dorpje Nieuw-Roeselare, genoemd naar stichter Gozewijn van Roeselare. Het verkreeg in de 13e eeuw zelfs stadsrechten. Na overstromingen in de 14e en 15e eeuw verdween het.

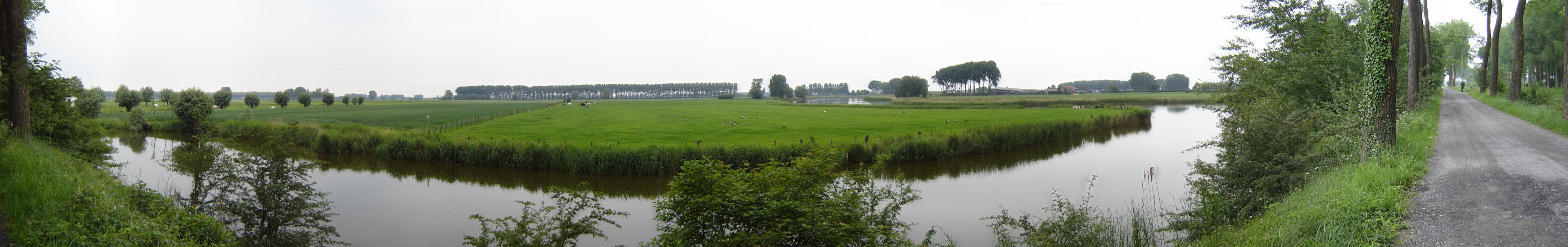
Boerenkreek

## Sport en recreatie
- Op een afstand van ongeveer 1/2 km van de dorpskern van Sint-Jan-in-Eremo ligt het provinciaal sport- en recreatiecentrum 'de Boerekreek'.

## Nabijgelegen kernen
Sint-Margriete, Waterland-Oudeman, Sint-Laureins, Bentille, Watervliet
Deelgemeenten: Sint-Jan-in-Eremo · Sint-Laureins · Sint-Margriete · Waterland-Oudeman · Watervliet

Overige dorpen en gehuchten: Bentille · Boterhoek · Celie · Comer · Hondseinde · Maagd van Gent · Moershoofde · Moleke · Mollekot · Oudemanspolder · Veldzicht · Zonne

Belgische gemeenten · Arrondissement Eeklo · Oost-Vlaanderen · Vlaanderen